# 関山健
関山 健（せきやま たかし、1975年 - ）は日本の国際政治経済学者。元財務官僚。専門は気候安全保障、インド太平洋地域の国際関係（日中関係、米中関係、日印関係など）、国際環境政治、比較政治、開発政策など。

## 来歴
愛知県名古屋市生まれ。愛知県立千種高等学校から早稲田大学法学部に入学。早大在学中はラグビーサークルで没頭していたという。早大4年次に国家公務員一種試験（法律職）合格。早大法学部卒業。1998年 大蔵省に入省（大臣官房文書課法令審査官補）。法令案の起草、省内業務の取りまとめなどに従事。2000年7月 日本貿易振興会海外研修員。2002年7月 財務省理財局財政投融資総括課企画係長、財政投融資計画の企画編成に携わった。2003年7月 財務省を退官。関山は「実務を通して興味がわいた東アジアの国際関係の分野で仕事を続けるには、財務省に残ることはベストではないと判断した」と述べている。2005年2月 外務省経済協力局国別開発協力第一課ASEAN班長（〜2006年1月）。2007年1月 外務省アジア大洋州局南東アジア第一課メコン班長。2008年4月（～2010年3月） 東京財団研究員。2010年4月（～2014年3月）明治大学国際連携推進機構特任講師（のち特任准教授）。2014年4月（～2016年3月）笹川平和財団日中交流基金室長。2016年4月（～2019年3月）東洋大学国際教育センター准教授。2019年4月 より京都大学大学院総合生存学館。
2001年6月 香港大学社会科学院国際関係学専攻修士課程修了。2009年7月 北京大学国際関係学院国際政治学専攻博士課程修了。2012年3月 東京大学大学院新領域創成科学研究科国際協力学専攻博士課程修了。2019年6月 ハーバード大学サステナビリティ学専攻修士課程修了。

## 著作

### 単著書
- 『気候安全保障の論理 ー 気候変動の地政学リスク』（日本経済新聞出版、2023年）
- 『日中の経済関係はこう変わった ー 対中国円借款30年の軌跡』（高文研、2008年）

### 共著書
- （Ashizawa, S. and Neubauer, D.E. ed） Student and Skilled Labour Mobility in the Asia Pacific Region (Palgrave Macmillan, 2023)
- （宮本雄二（編集）, 伊集院敦（編集））『東アジア最新リスク分析』（日本経済新聞出版、2022年）
- （Ma, J. and Yamamoto, M. ed） Growth Mechanisms and Sustainability（Palgrave Macmillan, 2021）
- （澤田英司（編集）, B. R. カンデル（編集））『南アジアの社会経済基盤と開発援助』（九州大学出版会、2021年）
- （笹川平和財団海洋政策研究所（編集））『気候安全保障』（東海教育研究所、2021年）
- （宮本雄二（編集）、伊集院敦（編集））『米中分断の虚実』（日本経済新聞出版、2021年）
- （柳田辰雄（編集））『現代国際協力論』（東信堂、2021年）
- （宮本雄二（編集）、 伊集院敦（編集））『技術覇権 米中激突の深層』（日本経済新聞出版、2020年）
- （柳田辰雄（編集））『揺らぐ国際システムの中の日本』（東信堂、2017年）
- （川口順子（編集）、秋山昌廣（編集））『アジア太平洋の未来図』（中央経済者、2017年）
- （Hosoda, E. & Yamamoto M. ed.）The Economics of Waste Management in East Asia（Routledge, 2016）
- （Womack, B. & Hao, Y. ed.）Rethinking the Triangle: Washington-Beijing-Taipei（World Scientific Publishing, 2016）
- （王国培、永井麻生子（訳）、竹中平蔵、榊原英資、村上誠一郎ほか）『中国も日本のようになってしまうのか? 日中バブル経済比較論』（ディスカヴァー・トゥエンティワン、2013年）
- （日本経済新聞出版社（編集））『世界がわかる』（日本経済新聞出版社、2012年）.
- （明治大学世代間格差研究所（編集））『20歳からの社会科』（日本経済新聞出版社、2012年）
- （服部健治（編集）、丸川知雄（編集））『日中関係史1972-2012 Ⅱ経済』（東京大学出版会、2012年）
- （関山健（編著））『量の中国、質の日本 ー 戦略的互恵関係への８つの提言』（東京財団、2008年）